# Elecciones municipales del Santa de 1998
Las elecciones municipales del Santa de 1998 se llevaron a cabo el 11 de octubre de 1998 para elegir al alcalde y al Concejo Provincial del Santa para el periodo 1999-2002. La elección se celebró simultáneamente con elecciones municipales en todo el país.

## Sistema electoral
La Municipalidad Provincial del Santa es el órgano administrativo y de gobierno de la provincia del Santa. Está compuesta por el alcalde y el Concejo Provincial.
La votación del alcalde y el concejo se realiza en base al sufragio universal, que comprende a todos los ciudadanos nacionales mayores de dieciocho años, empadronados y residentes en la provincia del Santa y en pleno goce de sus derechos políticos, así como a los ciudadanos no nacionales residentes y empadronados en la provincia del Santa.
El Concejo Provincial del Santa está compuesto por 13 regidores elegidos por sufragio directo para un período de cuatro (4) años, en forma conjunta con la elección del alcalde (quien lo preside). La votación es por lista cerrada y bloqueada. Para que una lista sea proclamada ganadora debe obtener más del 20% de los votos válidos; en caso ninguna lista logre ese porcentaje, los dos listas más votadas participan en una segunda vuelta o balotaje. Se asigna a la lista ganadora los escaños según el método d'Hondt o la mitad más uno, lo que más le favorezca.

## Composición del Concejo Provincial del Santa
La siguiente tabla muestra la composición del Concejo Provincial del Santa antes de las elecciones.
| Partidos | Partidos                                                                    | Regidores |
| -------- | --------------------------------------------------------------------------- | --------- |
|          | Lista Independiente N° 5 Movimiento Independiente Región Chavín             | 10        |
|          | Lista Independiente N° 7 Somos Renovación Progresista                       | 4         |
|          | Lista Independiente N° 17 Juntos para el Desarrollo                         | 2         |
|          | Lista Independiente N° 15 Alianza Popular Democrática de la Provincia Santa | 2         |
|          | Lista Independiente N° 9 Cambio Chimbote 95                                 | 1         |

## Partidos y candidatos
A continuación se muestra una lista de los principales partidos y alianzas electorales que participaron en las elecciones:
| Candidatura | Candidatura | Partidos y alianzas                                | Candidatos | Candidatos                | Ideología                                                         | Resultado previo | Resultado previo | Ref. |
| Candidatura | Candidatura | Partidos y alianzas                                | Candidatos | Candidatos                | Ideología                                                         | Votos (%)        | Reg.             | Ref. |
| ----------- | ----------- | -------------------------------------------------- | ---------- | ------------------------- | ----------------------------------------------------------------- | ---------------- | ---------------- | ---- |
|             | APRA        | Lista - Partido Aprista Peruano (APRA)             |            | Juan Valdivia Romero      | Aprismo                                                           | Nuevo            | Nuevo            |      |
|             | UPP         | Lista - Unión por el Perú (UPP)                    |            | Bernabé Zúñiga Rodríguez  | Socioliberalismo Progresismo Socialdemocracia                     | Nuevo            | Nuevo            |      |
|             | SP          | Lista - Movimiento Independiente Somos Perú (SP)   |            | Pedro Carranza López      | Democracia cristiana Conservadurismo social Liberalismo económico | Nuevo            | Nuevo            |      |
|             | VV          | Lista - Movimiento Independiente Vamos Vecino (VV) |            | Guzmán Aguirre Altamirano | Fujimorismo                                                       | Nuevo            | Nuevo            |      |
|             | IND         | Lista - Lista Independiente Cuenta Conmigo         |            | César Álvarez Aguilar     | Localismo santeño                                                 | Nuevo            | Nuevo            |      |
|             | IND         | Lista - Lista Independiente Unidad Provincial      |            | Jorge Baca Luna           | Localismo santeño                                                 | Nuevo            | Nuevo            |      |

## Resultados

### Sumario general
|                        |                                            |              |              |              |           |           |
| Partidos y coaliciones | Partidos y coaliciones                     | Voto popular | Voto popular | Voto popular | Regidores | Regidores |
| Partidos y coaliciones | Partidos y coaliciones                     | Votos        | %            | ±pp          | Total     | +/−       |
|                        | Movimiento Independiente Vamos Vecino (VV) | 62,645       | 38.88        | Nuevo        | 8         | +8        |
|                        | Movimiento Independiente Somos Perú (SP)   | 33,426       | 20.75        | Nuevo        | 2         | +2        |
|                        | Partido Aprista Peruano (APRA)             | 28,104       | 17.44        | n/a          | 2         | +2        |
|                        | Lista Independiente Cuenta Conmigo         | 26,859       | 16.67        | n/a          | 1         | +1        |
|                        | Lista Independiente Unidad Provincial      | 7,224        | 4.48         | n/a          | 0         | ±0        |
|                        | Unión por el Perú (UPP)                    | 2,865        | 1.78         | Nuevo        | 0         | ±0        |
|                        |                                            |              |              |              |           |           |
| Total                  | Total                                      | 161,123      |              |              | 13        | –6        |
|                        |                                            |              |              |              |           |           |
| Votos válidos          | Votos válidos                              | 161,123      | 89.94        | +7.37        |           |           |
| Votos en blanco        | Votos en blanco                            | 8,755        | 4.89         | –2.62        |           |           |
| Votos nulos            | Votos nulos                                | 9,262        | 5.17         | –4.75        |           |           |
| Votos emitidos         | Votos emitidos                             | 179,140      | 79.32        | +3.46        |           |           |
| Abstenciones           | Abstenciones                               | 46,441       | 20.68        | –3.46        |           |           |
| Votantes registrados   | Votantes registrados                       | 225,851      |              |              |           |           |
|                        |                                            |              |              |              |           |           |
| Fuente:                |                                            |              |              |              |           |           |

## Elecciones municipales distritales

### Resultados por distrito
La siguiente tabla enumera el control de los distritos de la provincia del Santa. El cambio de mando de una organización política se resalta del color de ese partido.
| Distrito         | Alcalde(sa) titular       | Partido político | Partido político          | Alcalde(sa) electo(a)                          | Partido político                               | Partido político                               |
| ---------------- | ------------------------- | ---------------- | ------------------------- | ---------------------------------------------- | ---------------------------------------------- | ---------------------------------------------- |
| Cáceres del Perú | Wilfredo Gambini Escudero |                  | Lista Independiente N° 27 | Wilfredo Gambini Escudero                      |                                                | Partido Aprista Peruano                        |
| Coishco          | Juan Vásquez Cruzado      |                  | Lista Independiente N° 31 | Manuel Aldave Boyd                             |                                                | Partido Aprista Peruano                        |
| Macate           | Víctor Arteaga Martínez   |                  | Lista Independiente N° 33 | Víctor Arteaga Martínez                        |                                                | Vamos Vecino                                   |
| Moro             | Porfirio Villón Sotelo    |                  | Lista Independiente N° 15 | Tomás Villegas Roca                            |                                                | Somos Perú                                     |
| Nepeña           | Luis Collazos Mateus      |                  | Lista Independiente N° 17 | Luis Collazos Matheus                          |                                                | Somos Perú                                     |
| Nuevo Chimbote   | Luisa Gadea de Alegre     |                  | Lista Independiente N° 51 | Elecciones municipales complementarias de 1999 | Elecciones municipales complementarias de 1999 | Elecciones municipales complementarias de 1999 |
| Samanco          | Teodoro Casana Escobedo   |                  | Lista Independiente N° 17 | Teodoro Casana Escobedo                        |                                                | Somos Perú                                     |
| Santa            | Segundo Buiza Santos      |                  | Lista Independiente N° 5  | Óscar Velarde Ichikawa                         |                                                | Somos Perú                                     |